# スポーツカーレース

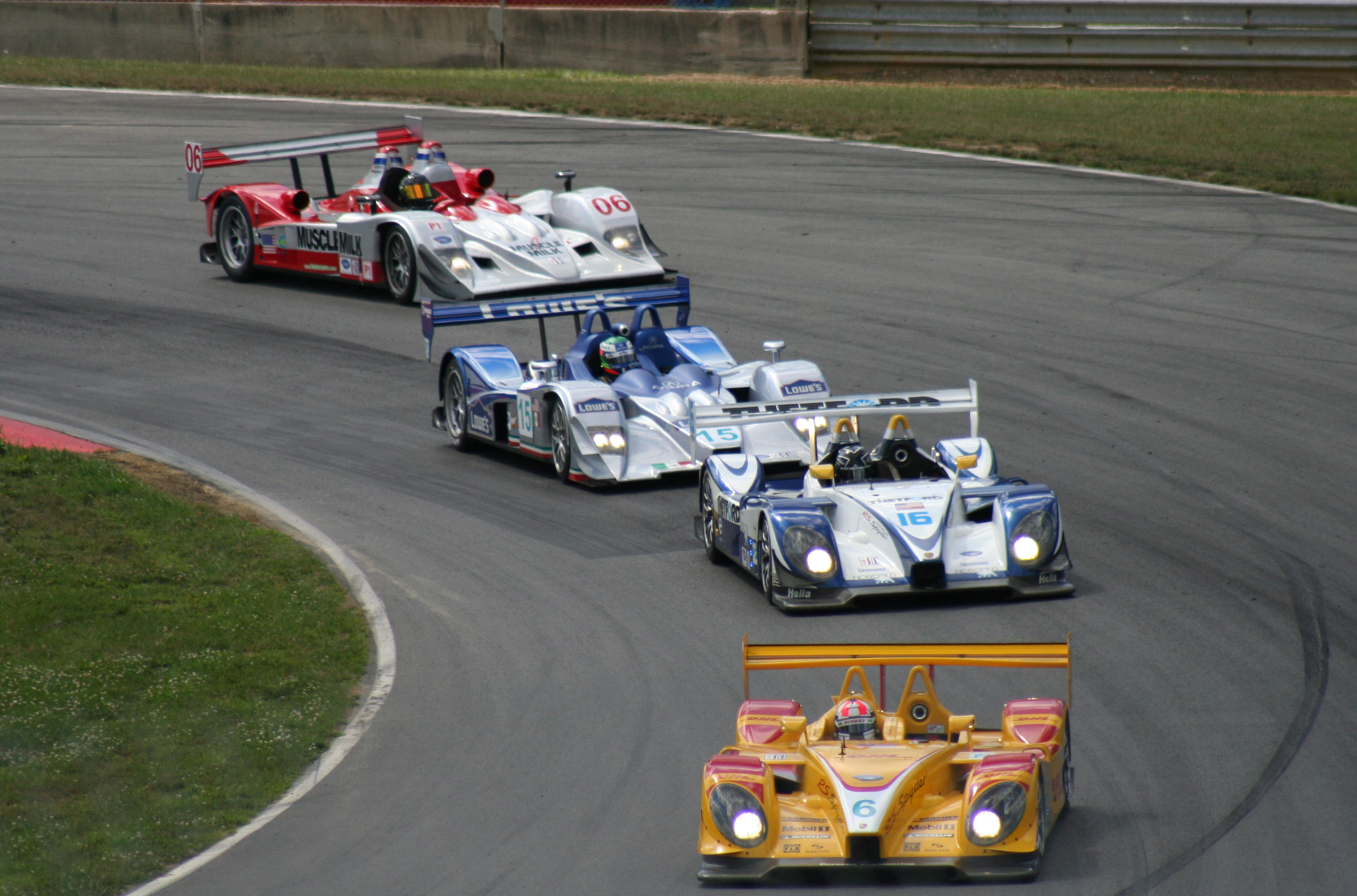
スポーツカーレースの一つであるアメリカン・ル・マン・シリーズ

スポーツカーレースはモータースポーツの一形態である。ここでの「スポーツカー」は、一般的な意味での市販スポーツカー（2人乗りクーペ）とプロトタイプのことを指す。

## 概要
スポーツカーは、2シーター車両でホイールをボディが覆っている事が特徴である。プロトタイプでは、多くは形式的にだが2つのシートが存在し、完全に1シーターであるフォーミュラカーとの最大の違いとなっている。またオープンホイールで1シーター（モノポスト）のフォーミュラカーが一般にスプリントレースのみで使用されるのと異なり、プロトタイプレーシングカーは耐久レースをメインに使用されるのが一般的である。
かつてのプロトタイプ規定では、登録可能な公道仕様車をベースとし、登録の実績を必要とすることもあり、その場合、公道仕様を1台だけ作成し、登録するということもあった。現在のプロトタイプ規定は市販車とは一切の関わりを持たないものが主流である。
プロトタイプのみでは招致できるマニュファクチャラーやチームの数に限界があるため、GTとの混走になるのが一般的である。なおスーパーGTの様なグランドツーリングカー（GTカー）のみのレースカテゴリは「GTレース」、スーパー耐久の様なGTと4シーターのツーリングカーの混走は「ツーリングカーレース」と呼ばれるのが一般的だが、広義では前者もスポーツカーレースに含む。

## 主なスポーツカーレース
- FIA 世界耐久選手権
- ル・マン24時間レース
- アメリカン・ル・マン・シリーズ→IMSA スポーツカー選手権
- ルマン・シリーズ→ヨーロピアン・ル・マン・シリーズ
- 全日本スポーツカー耐久選手権
- FIA スポーツカー選手権
- 全日本スポーツプロトタイプカー耐久選手権
- カナディアン-アメリカン・チャレンジカップ
- ミッレミリア
- GTワールドチャレンジ・ヨーロッパ
- SUPER GT